# Famille Adam (Lorraine)
Pour les articles homonymes, voir Famille Adam.
 (août 2024).

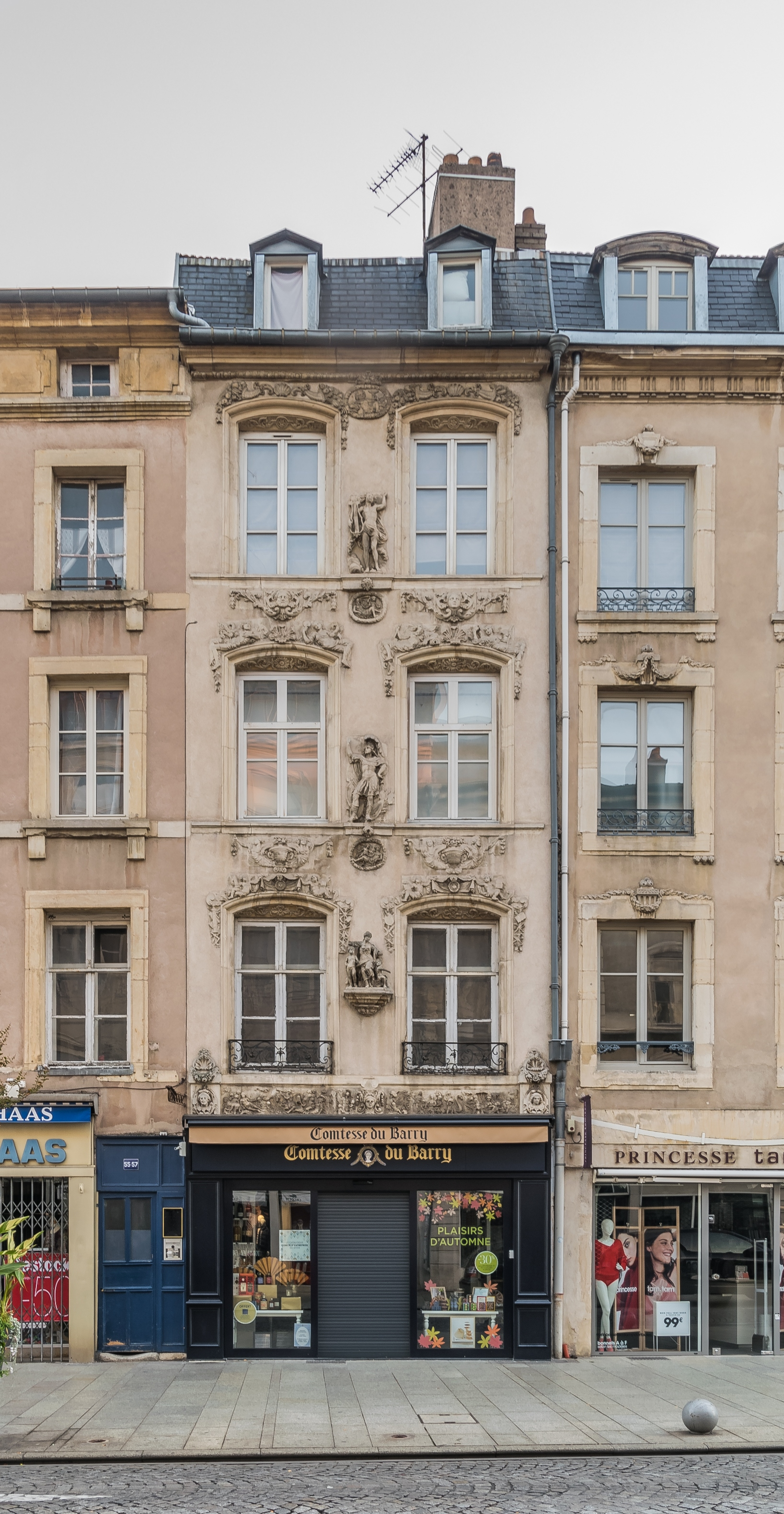
Jacob Sigisbert Adam et atelier, Façade de la maison Adam, 57 rue des Dominicains, 1718, pierre.

La famille Adam est une célèbre dynastie de sculpteurs Lorrains puis Français des XVIIe et XVIIIe siècles originaires de Nancy, en Lorraine.

## Filiation
L'origine de la dynastie remonte à Lambert Adam, fondeur, actif en Lorraine dans la seconde moitié du XVIIe siècle.
Le fils de Lambert, Jacob Sigisbert Adam, travailla pour l'essentiel à Nancy. Il eut trois fils qui furent tous trois sculpteurs :
- Lambert Sigisbert Adam, dit Adam l'aîné
- Nicolas Sébastien Adam, dit Adam le cadet, qui eut lui-même deux fils artistes :
  - Jean Charles Nicolas Adam, peintre.
  - Gaspard Louis Adam, sculpteur.
- François Gaspard Adam

Sa fille Anne épousa le sculpteur messin Thomas Michel (? - 1751). Ils eurent pour fils les sculpteurs Sigisbert François Michel (1728-1811), Nicolas Michel (1733 - après 1760), Pierre Joseph Michel (1737-?) et Claude Michel (1738-1814), plus connu sous le pseudonyme de Clodion, et pour fille la graveuse en taille douce Barbe Michel (1736 - après 1787).

## Galerie

Œuvres majeures des sculpteurs Adam
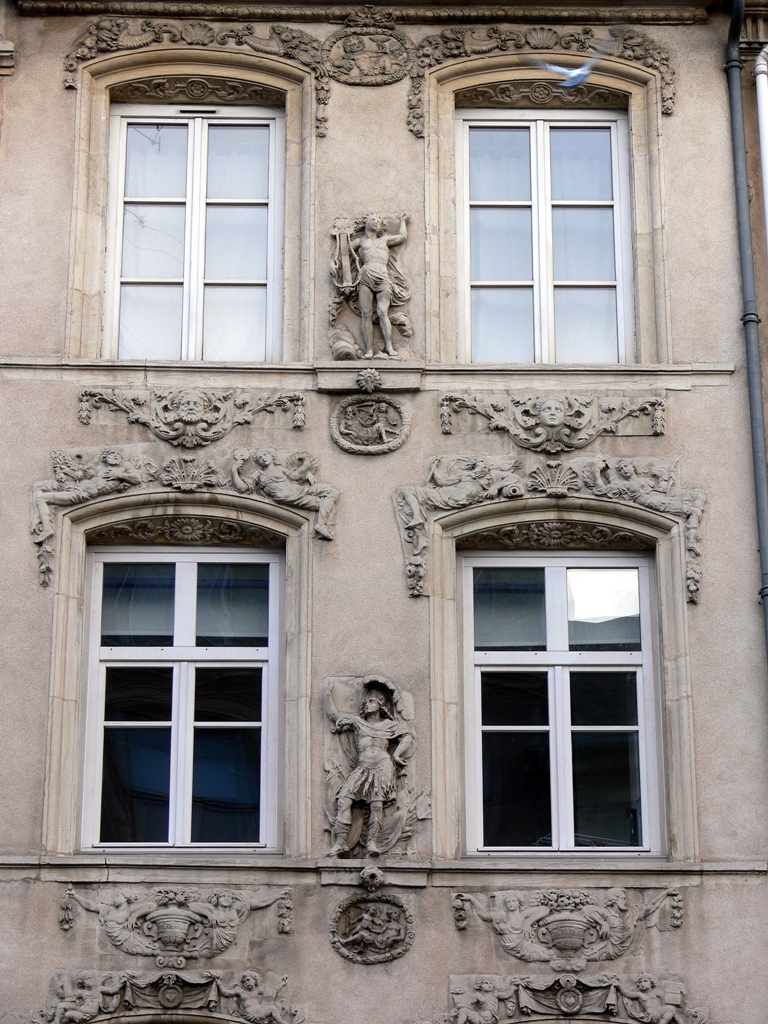
Maison des Adam vers 1720 Nancy par Jacob Sigisbert Adam.
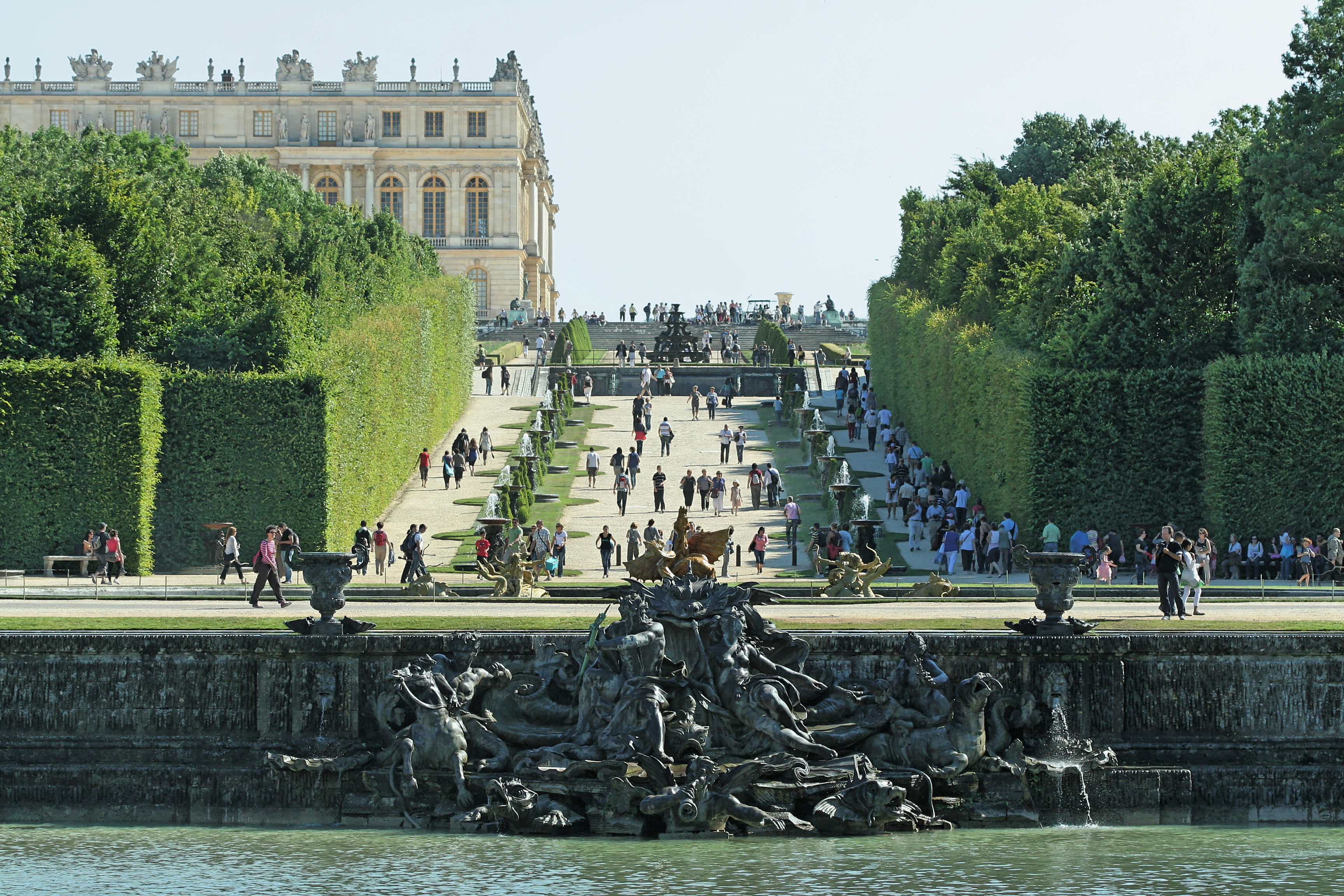
Le Triomphe de Neptune et d'Amphitrite (1740), parc du château de Versailles par Lambert-Sigisbert Adam.
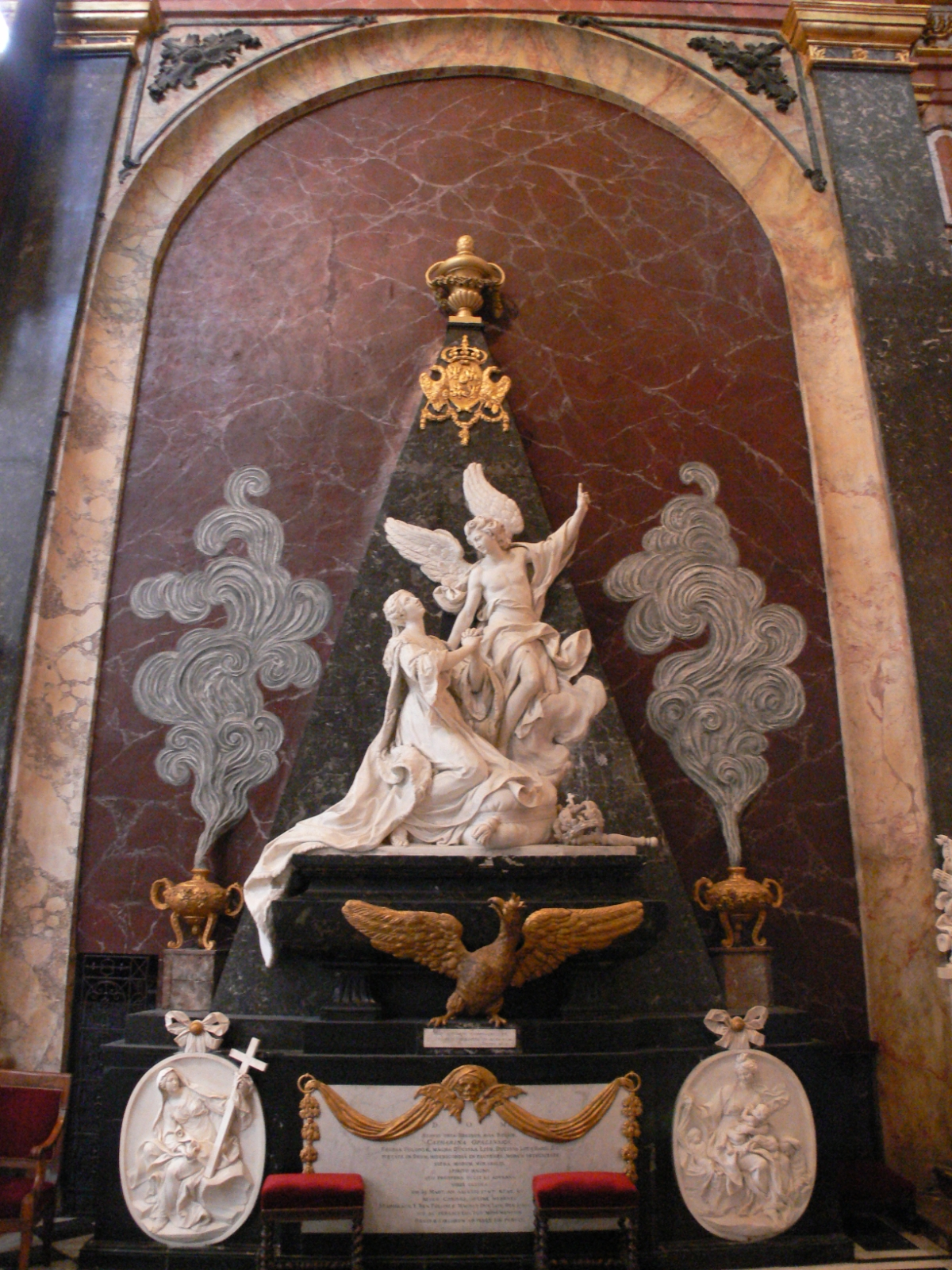
Mausolée de Catherine Opalinska (1749) par Nicolas Sébastien Adam.
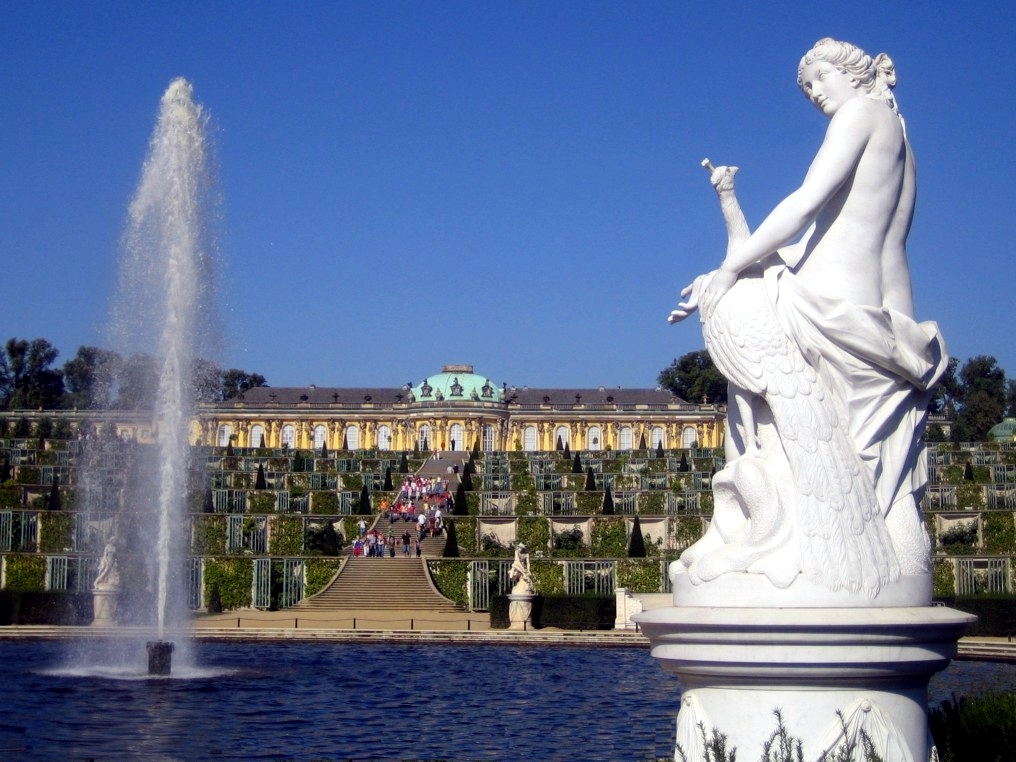
Junon (1753), palais de Sanssouci par François-Gaspard-Balthazar Adam.

## Pour approfondir